# کورتیس اوبنگ
کورتیس اوبنگ (انگلیسی: Curtis Obeng؛ زادهٔ ۱۴ فوریهٔ ۱۹۸۹) بازیکن فوتبال اهل بریتانیا است.
از باشگاه‌هایی که در آن بازی کرده است می‌توان به باشگاه فوتبال مکلسفیلد تاون، باشگاه فوتبال فلیتوود تاون، باشگاه فوتبال سولیهال مورس، باشگاه فوتبال سوانزی سیتی، باشگاه فوتبال نیوپورت کانتی، باشگاه فوتبال نانیتون تاون، باشگاه فوتبال یورک سیتی، باشگاه فوتبال منچستر سیتی، باشگاه فوتبال ورکسام، باشگاه فوتبال استیونج، و باشگاه فوتبال آلترینچام اشاره کرد.
وی همچنین در تیم‌های ملی فوتبال زیر ۱۹ سال انگلستان و تیم سی فوتبال ملی انگلیس بازی کرده است.